# Dyfed

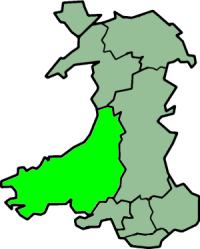
Dyfed i Wales

Dyfed är ett av de bevarade grevskapen i Wales. Området motsvarar ungefär det som före normandernas erövring utgjorde Kungariket Dyfed.
1974 blev Dyfed ett administrativt grevskap som täckte de traditionella grevskapen Cardiganshire, Carmarthenshire och Pembrokeshire. Det var indelat i sex distrikt.
1996 löstes detta upp och de tre traditionella grevskapen (Cardiganshire nu under namnet Ceredigion) blev kommuner. Dyfed existerar därmed först och främst som enhet i ceremoniella sammanhang, och i vissa tjänster såsom Dyfed-Powys Police.